# Kompresorová cesta

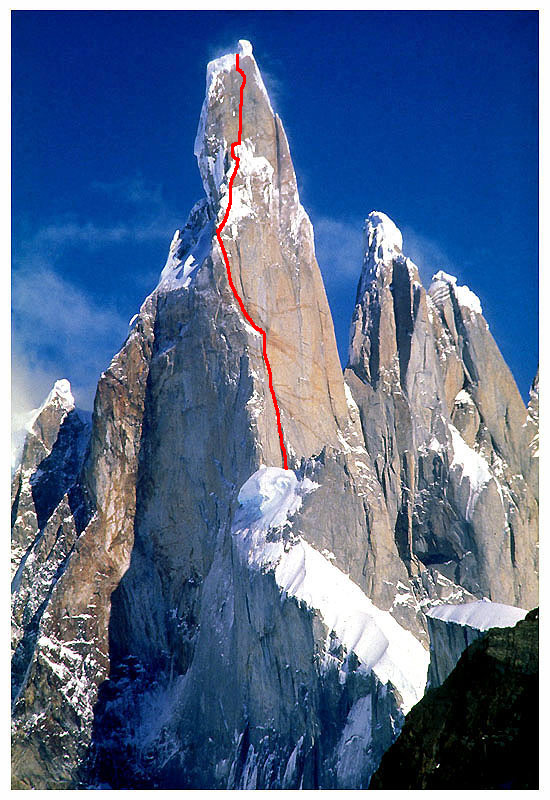
přibližná trasa výstupu Cesare Maestriho

Kompresorová cesta (anglicky: Compressor Route, italsky: Via Compressore) je kontroverzní horolezecká cesta na horu Cerro Torre (3 133 m n. m.) v Patagonii na území Argentiny v Jižní Americe.

## Historie
V roce 1958 se italský horolezec Cesare Maestri vydal na horolezeckou expedici na vrchol Cerro Torre, avšak vedoucí expedice mu nakonec výstup zakázal. Maestri se sem vrátil o rok později a spolu s Tonim Eggerem na vrchol údajně vystoupil, přičemž Egger při sestupu zahynul. Zda dvojice na vrchol skutečně vystoupila není jasné, jediné svědectví jsou pouze Maestriho výpovědi (vrcholová fotografie se nedochovala, fotoaparát, který se nacházel v Maestriho batohu, byl stržen lavinou spolu s Eggerem).
Maestri se na Cerro Torre znovu vrátil v červnu 1970, tentokrát s vrtačkou a kompresorem pro osazení nýtů, který poskytla firma Atlas Copco. Tentokrát lezl jinou cestou než původně a na dotazy, proč nezopakoval původní cestu, odpovídal neurčitě, kvůli čemuž se pochybnosti o výstupu v roce 1959 ještě zvětšily. Vrcholu však nedosáhl. Znovu se vrátil v listopadu 1970, a to opět s kompresorem, ale ani tentokrát nevystoupil na vrchol stěny. 2. prosince se dostal až těsně pod převislou asi 20 metrů vysokou vrcholovou čepici tvořenou zmrzlým sněhem, kterou nezlezl, protože ji nepovažoval za součást hory („hrouda sněhu, která stejně jednou spadne“). Výstup si kromě svého názvu vysloužil i velkou kritiku horolezců jak pro způsob přelezu cesty, tak i samotný směr výstupu většinou v kompaktní hladké skále, i přesto, že se nedaleko nabízí přirozený horolezecký terén s možností vlastního zakládání jištění. Téma kontroverze prvního výstupu na Cerro Torre i střet horolezeckých postojů je také nosnou nití ve filmu Výkřik z kamene.
V roce 1978 zopakovali přelez Jim Bridwell a Steve Brewer. V prosinci 2011 přelezli cestu čeští horolezci Jindřich Hudeček, Michal Brunner a Standa Štěpán, v roce 1990 také Miroslav Šmíd.
O volný přelez cesty se pokoušela spousta horolezců, mezi jinými rakouský lezec a vítěz světového poháru ve sportovním lezení David Lama v letech 2010 a 2011. Do cesty i s filmovým štábem přidali ještě 60 nýtů a to opět i v místech, kde se dalo osadit vlastní jištění, za což si také vysloužil velkou kritiku. Nové nýty odstranil v roce 2011 Rolando Garibotti (horský vůdce z Patagonie).
První volný přelez cesty bez použití nýtů uskutečnili až Hayden Kennedy a Jason Kruk v lednu 2012, na druhý pokus za 13 hodin, odstranili při tom 120 původních nýtů, během výstupu jich použili 5, nikoliv pro výstup vlastní, ale jako jištění a štand. David Lama přelezl poté cestu volně rovněž v lednu 2012 za 24 hodin.